# Gibbus lyonetianus
Gibbus lyonetianus fue una especie de molusco gasterópodo de la familia Streptaxidae en el orden de los Stylommatophora.

## Distribución geográfica
Fue  endémica de Mauricio.